# Stora utskottet
Stora utskottet (StoU) är ett utskott i Finlands riksdag med 25 medlemmar, utsedda inom riksdagen genom proportionella val. Utskottet skall tillsättas efter riksdagens öppnande för behandling av ärenden rörande Europeiska unionen och lagstiftningsärenden på sätt som föreskrivs i grundlagen och riksdagens arbetsordning. 
Stora utskottet tillkom i samband med representationsreformen 1906. Avsikten var att skapa ett organ med funktioner liknande dem överhuset eller första kammaren har i ett tvåkammarparlament, det vill säga närmast att förhindra att oöverlagda beslut fattas. I denna uppgift fick stora utskottet inte någon större betydelse, men vid Finlands anslutning till Europeiska unionen omstöptes stora utskottet till ett integrationsutskott, som i stöd av grundlagens § 96 har till uppgift att å riksdagens vägnar behandla förslag till sådana rättsakter, fördrag eller andra åtgärder om vilka beslut fattas inom Europeiska unionen och som annars enligt grundlagen skulle falla inom riksdagens behörighet (stora utskottet är således en motsvarighet till EU-nämnden i Sverige). Stora utskottet ger ett yttrande om ärendet till statsrådet som tar detta i betraktande vid formuleringen av Finlands position i EG:s/EU:s råd. Till stora utskottet kan vid behov i anslutning till stiftandet av lag under första behandlingen även remitteras lagförslag innan första behandlingen avslutas.